# Papunya
Papunya är en ort i Australien. Den ligger i kommunen MacDonnell och territoriet Northern Territory, omkring 1 200 kilometer söder om territoriets huvudstad Darwin. Papunya ligger 612 meter över havet och antalet invånare är 299.
Trakten runt Papunya är nära nog obefolkad, med mindre än två invånare per kvadratkilometer. Det finns inga andra samhällen i närheten.
Omgivningarna runt Papunya är i huvudsak ett öppet busklandskap. Genomsnittlig årsnederbörd är 401 millimeter. Den regnigaste månaden är februari, med i genomsnitt 100 mm nederbörd, och den torraste är augusti, med 1 mm nederbörd.